# Julian Todd
Julian Todd es un programador informático británico y activista por la libertad de información que trabaja en Liverpool.
Fue creador y cofundador de Public Whip junto a Francis Irving, y también del sitio web TheyWorkForYou, un proyecto que analiza datos sin procesar de Hansard para rastrear cómo votan los miembros en el Parlamento del Reino Unido. Arriesgándose inicialmente a ser procesados por reutilizar los datos sin procesar bajo los derechos de autor de la Corona, posteriormente lograron obtener el permiso para usarlos. Desde entonces ha ampliado este concepto de analizar las transcripciones políticas a la Asamblea General y al Consejo de Seguridad de las Naciones Unidas para crear UNdemocracy.com en 2007.
Todd es director de ScraperWiki. También escribe relatos breves de ciencia ficción, y se le cita como una gran inspiración para el movimiento Mundane science fiction.

## Publicaciones
A machining strategy for toolmaking, A. Flutter y J. Todd doi 10.1016/S0010-4485(00)00136-6

## Videojuegos
- Fat Worm Blows a Sparky - ZX Spectrum, 1985, Durell Software